# باستر موت
باستر موت (بالإنجليزية: Buster Mott)‏ هو لاعب كرة قدم أمريكية أمريكي، ولد في 21 يونيو 1909، وتوفي في 14 نوفمبر 1987.